# Энгель-Утина, Нина Александровна
Нина Александровна Энгель-Утина (21 июня 1925, Свердловск — 14 сентября 1992, Екатеринбург) — выдающаяся советская и российская артистка оперетты, народная артистка РСФСР (1973).

## Биография
Родилась в Свердловске.
Окончила актёрскую мастерскую при Свердловской киностудии (1947) и ГИТИС (1953).
Сценическую деятельность начала с амплуа субретки в Волгоградском театре музыкальной комедии (1953).
В 1957-92 работала в Свердловском театре музыкальной комедии, где создала яркие образы героинь: Любаша («Севастопольский вальс» К. Листова, 1962), Степанида («Сто чертей и одна девушка» Т. Хренникова, 1964), Мэри Ив («Девушка с голубыми глазами» В. Мурадели, 1966), Клава Калинкина («Требуется героиня» В. Баснера, 1969), Мать («Беспечный гражданин» А. Затина, 1987). Большими творческими достижениями Энгель-Утиной явились образы Анжелики («Черный дракон» Д. Модуньо, 1965) и Долли Леви («Хелло, Долли!» Дж. Хермана, 1974), сделавшие её одной из самых любимых актрис Свердловска.
С огромным успехом прошёл её юбилейный концерт в театре в 1985, запись которого сохранилась на Свердловском телевидении, завершающий музыкальный номер «Хелло, Долли!» вызвал овацию в зале. Попрощаться с Ниной Александровной во время панихиды в театре в 1992 пришло столько поклонников, что пришлось частично перекрывать движение транспорта.
Награждена орденом Трудового Красного Знамени.
Лауреат премии им. А. Г. Маренича (1992).
С 1954 замужем за Г. М. Энгелем. Проживала в Свердловске, c 1960 — в доме по ул. Белинского, 71.

## Роли в театре
- «Mарица» И. Кальмана — Марица
- 1962 «Севастопольский вальс» К. Я. Листова — Любаша Толмачёва
- 1964 «Сто чертей и одна девушка» Т. Н. Хренникова — Степанида
- 1965 «Чёрный дракон» Д. Модуньо — Анжелика
- 1966 «Девушка с голубыми глазами» В. И. Мурадели — Мэри Ив
- «Чёрная берёза» А. Г. Новикова — Надежда
- «Яблочная леди» А. Г. Флярковского — Анни
- «Дарю тебе любовь» В.Гроховского — Ольга Ивановна
- «Мой друг Бенбери» Г.Натчинского — Леди Брэкнелл
- «Сильва» И. Кальмана — Сильва
- 1969 «Требуется героиня» В. Е. Баснера — Клава Калинкина
- 1974 «Хелло, Долли!» Хермана — Долли
- «Рыцарь Синяя Борода» Ж. Оффенбаха — Клементина
- 1987 «Беспечный гражданин» А.Затина — Мать

## Роли в кино
- 1968 «Сказы уральских гор» (реж. О.Воронцов, документально-художественный) — эпизод
- 1974 «Мелодии любви» (фильм-оперетта)
- 1976 «Середина жизни» — эпизод
- 1981 «Ночь председателя» — Елена Григорьевна, жена Петра Степановича Сухорукова
- 1983 «Каждый день, кроме вторника» (фильм-оперетта)